# Pazo (Campo)
Pazo (en gallego y oficialmente, O Pazo) es un aldea española, actualmente despoblada, que forma parte de la parroquia de Campo, del municipio de Arzúa, en la provincia de La Coruña.

## Demografía
| Gráfica de evolución demográfica de Pazo entre 2000 y 2018 |
|                                                            |
| Datos según el nomenclátor publicado por el INE.           |